# ロシュシュアール
ロシュシュアール （Rochechouart、オック語リムーザン方言:Rechoard）は、フランス、ヌーヴェル＝アキテーヌ地域圏、オート＝ヴィエンヌ県のコミューン。

## 由来
まちの名の由来は、のちにフランス語化されたラテン語起源の2つの要素からなっている。
- Rocaは天然の防衛機能である岩を意味する。
- Cavardusは、1000年代に要塞を建てた領主の名である。

ロシュシュアール周辺の地方では、住民はまちの名をロシュアール（Rochouart）と発音する。フランス革命時代の名称はロシュ＝シュル＝グラーヌ（Roche-sur-Graine）であった。

## 地理
ロシュシュアールはサン＝ジュニアンの南9kmにある。ヴィエンヌ川の右岸に位置する。まち全体の標高は200mから280mの間で、北はグレーヌ川の谷、西は標高180mのリムーザン平野に向かっている。

## 人口統計
| 1962年 | 1968年 | 1975年 | 1982年 | 1990年 | 1999年 | 2006年 |
| ------ | ------ | ------ | ------ | ------ | ------ | ------ |
| 4093   | 4059   | 4196   | 4053   | 3985   | 3665   | 3808   |

参照元:1968年以降INSEE · 

## 史跡
- ロシュシュアール城 - ロシュシュアールを800年にわたって治めたロシュシュアール子爵の城。建物は13世紀。フランス革命後に国家によって売却された。現在は現代美術館。
- サン＝ソヴール教会 - 城の前にある南礼拝堂は、805年に建てられた礼拝堂の跡地にあるとみられている。主体の建物は9世紀から。

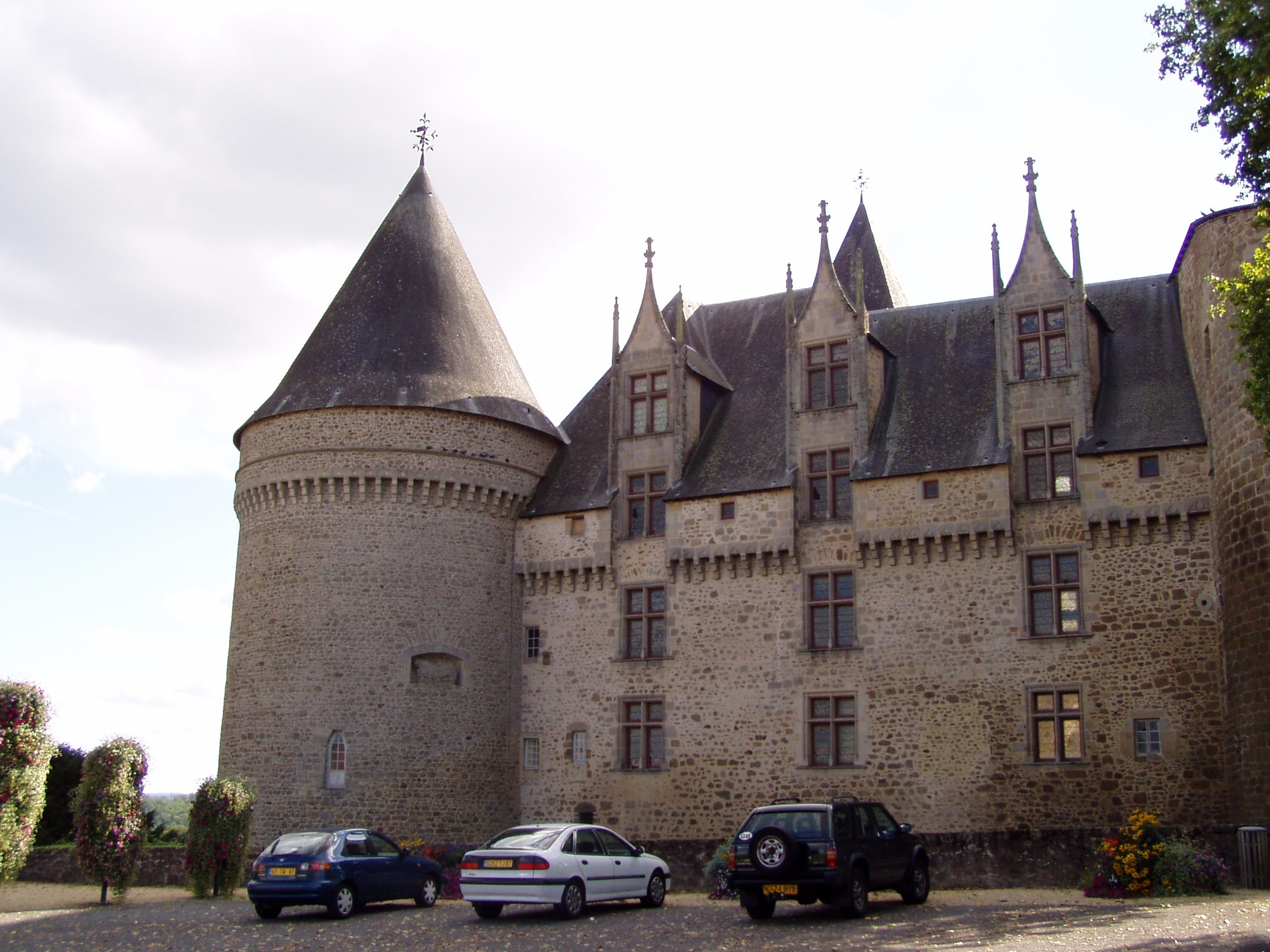
ロシュシュアール城
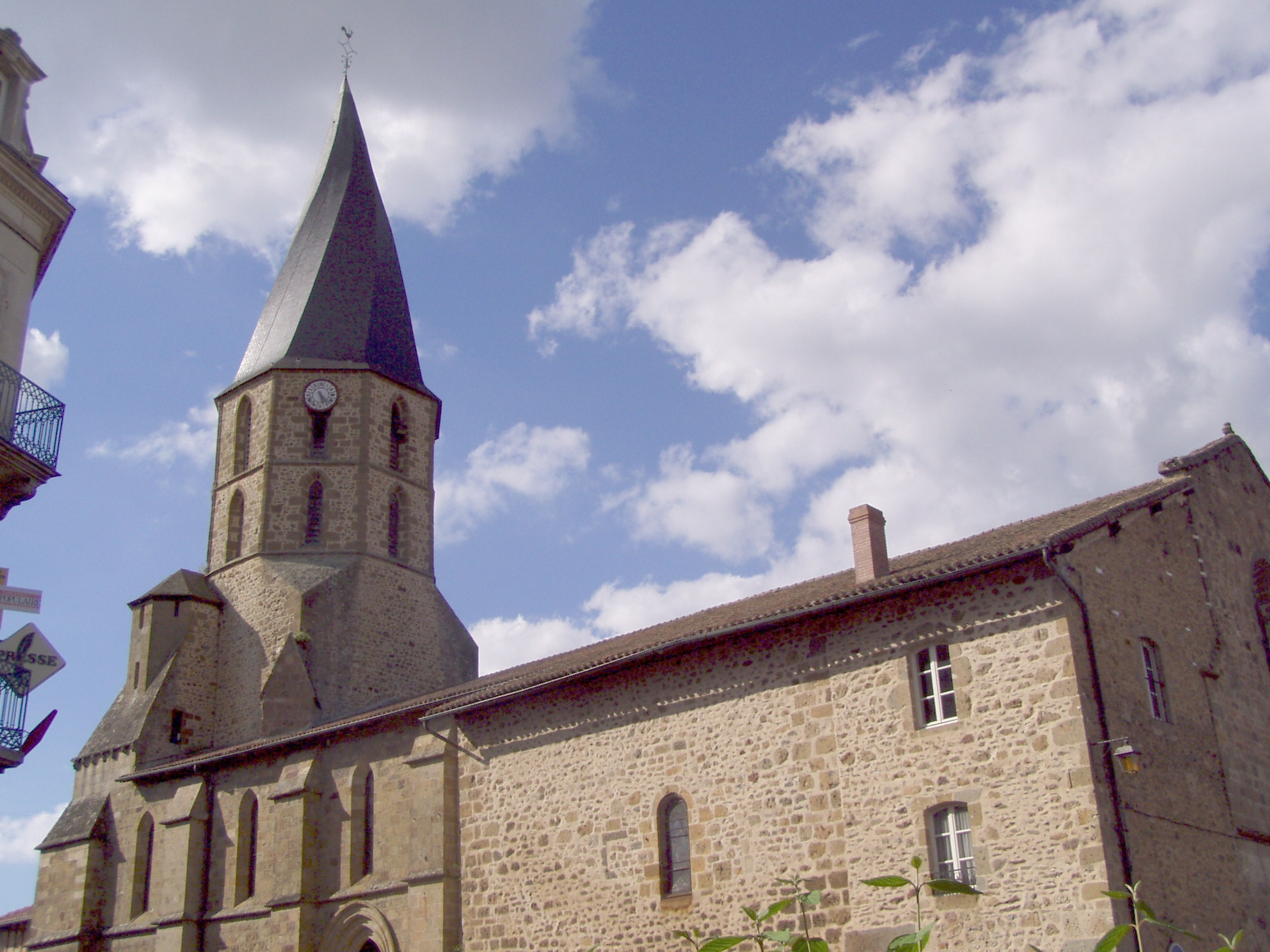
サン＝ソヴール教会

## 姉妹都市
- エッティンゲン・イン・バイエルン、ドイツ